# Volné sdružení obcí Siracusa
Volné sdružení obcí Siracusa (Libero consorzio comunale di Siracusa) je italský správní celek druhé úrovně v autonomní oblasti Sicílie. Vznikla ze stejnojmenné provincie 4. srpna 2015. Na jihu a východě její břehy omývá Jónské moře. Sousedí na severu a severozápadě s metropolitním městem Catania a na západě s volným sdružením obcí Ragusa.